# Club Baloncesto Zaragoza
|  | Aquest article tracta sobre el club que va competir amb el nom comercial CAI Saragossa entre el 1981 i el 1996. No s'ha de confondre amb Basket Zaragoza 2002 (el club que va competir amb el mateix nom entre el 2002 i el 2016). |

El Club Baloncesto Zaragoza és un club de bàsquet espanyol de la ciutat de Saragossa (Aragó) fundat el 1981, hereu de l'històric club saragossà C.N. Helios, al qual va comprar el dret per poder competir a la Primera Divisió de la Lliga Nacional.
Disputava els seus partits al Pavelló Príncipe Felipe, que va ser inaugurat el 17 d'abril de 1990 i compta amb una capacitat per a 10.500 espectadors. El recinte és un dels més importants pavellons de bàsquet d'Europa i, per això, ha estat la seu de dos finals a quatre de la Lliga Europea, entre altres esdeveniments esportius.

## Història
Els millors anys del C.B. Zaragoza van ser els anys 80 i 90, quan l'entitat va formar part de l'elit del bàsquet espanyol. Patrocinat per la Caja de Ahorros de la Inmaculada (CAI), va ser conegut comercialment com a CAI Zaragoza.
El C.B. Zaragoza és un dels fundadors de l'ACB i va disputar aquesta competició durant 14 temporades ininterrumpudes, entre 1983-1984 i 1995-1996, quan va perdre la categoria a causa d'uns problemes econòmics derivats del sobreesforç econòmic realitzat a principis dels anys 90. La CAI va deixar de patrocinar a l'entitat presidida per José Luis Rubio després del fracàs esportiu de 1992 (no va aconseguir la classificació per a la Lliga Europea), sent Natwest i Amway qui van finançar al club durant els últims quatre anys en l'ACB.
Durant el seu periple en l'elit, el C.B. Zaragoza va conquistar dues Copes del Rei (el 1984 i 1990), sent finalista en altres dues ocasions (en 1992 i 1995). A més, va quedar tercer classificat de la Lliga ACB en les temporades 1986-1987 i 1987-1988, tan només per darrere del F.C. Barcelona i el Reial Madrid. En aquella època, al costat del Joventut, era l'alternativa al poder dels dos grans. Actualment, la competició està molt més equilibrada.
En 1991, el CAI va ser subcampió de la Recopa d'Europa al perdre la final, disputada a Ginebra, contra el PAOK de Salònica per un ajustat i polèmic 76 a 72.
Al final de la temporada 1995-1996, el primer equip va ser expulsat de l'ACB pels ja citats problemes econòmics; mantenint-se únicament en competició alguns conjunts de les categories inferiors. Posteriorment, el sènior del C.B. Zaragoza va tornar a disputar una competició nacional, la Lliga EBA, però l'experiència de l'Adecco Zaragoza no va durar més de dos anys.

## Historial

### Historial a la Lliga(des de 1981)
| - 1981-1982. 1a Divisió: 6 - 1982-1983. 1a Divisió: 4 - 1983-1984. Lliga ACB: 4 - 1984-1985. Lliga ACB: 8 - 1985-1986. Lliga ACB: 4 - 1986-1987. Lliga ACB: 3 - 1987-1988. Lliga ACB: 3 - 1988-1989. Lliga ACB: 4 |  | - 1989-1990. Lliga ACB: 9 - 1990-1991. Lliga ACB: 6 - 1991-1992. Lliga ACB: 5 - 1992-1993. Lliga ACB: 7 - 1993-1994. Lliga ACB: 14 - 1994-1995. Lliga ACB: 6 - 1995-1996. Lliga ACB: 7 |

### Copa del Rei
- 1983-1984. Campió, contra el F.C. Barcelona (81-78) a Saragossa.
- 1989-1990. Campió, contra el Joventut de Badalona (76-69) a Las Palmas.
- 1991-1992. Subcampió, contra l'Estudiantes (61-56) a Saragossa.
- 1994-1995. Subcampió, contra el TAU de Vitòria (88-80) a Granada.

### Copa del Príncep
- 1984-1985. Subcampió, contra el TAU de Vitòria (93-85) a Villanueva de la Serena.

### Supercopa d'Espanya
- 1984-1985. Subcampió, contra el Reial Madrid (101-61).

### Competicions Europees
- 1983-1984. Copa Korać: Eliminat a les semifinals.
- 1984-1985. Recopa d'Europa: Eliminat a les semifinals.
- 1985-1986. Copa Korać: Eliminat en vuitens de final.
- 1986-1987. Copa Korać: Eliminat en semifinals.
- 1987-1988. Copa Korać: Eliminat en la lligueta de cuarts de final.
- 1988-1989. Copa Korać: Eliminat en la lligueta de cuarts de final.
- 1989-1990. Copa Korać: Eliminat en la lligueta de vuitens de final.
- 1990-1991. Recopa d'Europa: Subcampió, contra el PAOK de Salònica (76-72) a Ginebra.
- 1991-1992. Copa Korać: Eliminat a la lligueta de vuitens de final.
- 1992-1993. Recopa d'Europa: Eliminat en semifinals.
- 1993-1994. Copa Korać: Eliminat en la lligueta de vuitens de final.
- 1995-1996. Copa Korać: Eliminat en la lligueta de vuitens de final.

## Palmarès
- Dues Copes del Rei ACB (1984,1990)